# Ernesto Canto
Ernesto Canto Gudiño (Cidade do México, 18 de outubro de 1959 – 20 de novembro de 2020) foi um atleta mexicano de marcha atlética, que competiu principalmente na distância de 20 quilómetros.
Na sua primeira grande competição, obteve logo uma vitória na edição de 1981 da Taça do Mundo de Marcha Atlética. Em 1983, ganhou a prova que integrava a edição inaugural dos Campeonatos Mundiais de Atletismo, que se disputaram em Helsínquia, na Finlândia. No mesmo ano, ficou na primeira colocação nos Jogos Pan-Americanos em Caracas.
Participou nos Jogos Olímpicos de 1984, realizados em Los Angeles, onde ganhou a medalha de ouro nos 20 km marcha masculina. Porém, a participação olímpica seguinte, nos Jogos de Seul 1988, saldou-se por uma desclassificação. Já no final da sua carreira, em 1992, teve oportunidade de estar presente nos Jogos Olímpicos de Barcelona, onde ficou em 32.º lugar.
Morreu em 20 de novembro de 2020, aos 61 anos.